# Слобода (Череповское сельское поселение)
Слобода — деревня в Хиславичском районе Смоленской области России. Входит в состав Череповского сельского поселения. Население — 1 житель (2007 год). 
Расположена в юго-западной части области в 10 км к северо-востоку от Хиславичей, в 17 км западнее автодороги А141 Орёл — Витебск, на берегу реки Выдра. В 19 км восточнее деревни расположена железнодорожная станция Васьково на линии Смоленск — Рославль. 

## История
Первое упоминание деревни находится в Списке населённых мест Смоленской губернии от 1859 года. Там она числится как деревня Рославльского уезда Слобода Зелёная с 11 дворами и 118 жителями.
По картам РККА 1924,1926 уже имеет название просто Слобода и насчитывает 44 двора.
В годы Великой Отечественной войны деревня была оккупирована гитлеровскими войсками в июле 1941 года, освобождена в сентябре 1943 года.